# Lithodora prostrata subsp. lusitanica
Lithodora prostrata subsp. lusitanica é uma subespécie de planta com flor pertencente à família Boraginaceae. 
A autoridade científica da subespécie é (Samp.) Vald, tendo sido publicada em Bol. Soc. Brot. sér. 2, 53(2): 1336. 1981.

## Portugal
Trata-se de uma subespécie presente no território português, nomeadamente em Portugal Continental.
Em termos de naturalidade é endémica da Península Ibérica.

## Protecção
Não se encontra protegida por legislação portuguesa ou da Comunidade Europeia.